# Teatr studencki w Polsce
Teatr studencki (zwany też teatrem młodym lub teatrem młodej inteligencji) – rodzaj teatru związanego z osobnym ruchem społecznym, który pojawił się w Polsce w latach 50. XX wieku. Wyrastał z teatru amatorskiego, lecz wraz z rozwojem sceny studenckiej zbliżał się coraz bardziej formą do teatru alternatywnego. Po ogłoszeniu stanu wojennego działalność teatrów studenckich została znacznie ograniczona.
Po 1990 nastąpiło odnowienie „młodego” życia teatralnego. Teatry studenckie (na Zachodzie nazywane „uniwersyteckimi”) działają przy macierzystych uczelniach, towarzystwach, stowarzyszeniach czy samorządach studenckich, prezentują się na festiwalach teatrów studenckich i alternatywnych. Jednak, jak zauważają teatrolodzy, teatry te nie tworzą dziś odrębnego ruchu społecznego. Nie należy więc wiązać ich ze zjawiskiem teatru studenckiego z dekad wcześniejszych.
Do najbardziej znanych teatrów studenckich należą m.in.: Bim-Bom, Studencki Teatr Satyryków, Teatr Hybrydy Uniwersytetu Warszawskiego, Teatr Ósmego Dnia, Teatr ITP, Teatr Kalambur, Teatr Provisorium. Niektóre teatry studenckie z czasem przekształciły się w sceny profesjonalne.